# Кодри (заповідник)
Кодри (рум. Rezervația naturală „Codrii”, або рум. Rezervația științifică „Codrii”, інколи рум. Rezervația științifică „Codru”) — природний (науковий) заповідник, розташований у Центральній Молдові. Заснований 27 вересня 1971 року першим серед заповідників цієї країни. Площа охоронюваної території становить 5 177 га. Керівництво природоохоронною установою здійснює Міністерство лісового господарства.
Заповідник створений задля комплексної охорони еталонних лісів і типових ландшафтів Кодр — височини у центрі Молдови. Флора заповідника Кодри слугує насіннєвим фондом диких рослин, а його ліси грають значну роль у підтримці водного балансу регіону. Особливий науковий інтерес становлять букові ліси, які знаходяться тут на східній межі свого розповсюдження. На теренах заповідника описано лишайників 18 видів, мохів — 69, вищих рослин — 774, грибів 334 види. Загалом на його теренах представлено 40 % рослинності Молдови, в тому числі 50 видів судинних рослин, занесених до Червоної книги Молдови. Багата фауна заповідника включає ссавців 52 види, птахів — 151, плазунів — 8, земноводних — 10, риб — 7, членистоногих — близько 10 000 (в тому числі 8 000 видів комах).

## Історія
Природні умови Молдови сприятливі для ведення сільського господарства, тому терени цієї країни здавна освоювалися людьми. Якщо в доісторичні часи ця територія була вкрита переважно лісами, то в останні кілька століть їх звели майже нанівець, а на їхньому місці з'явилися лани, сади та виноградники. Деревна рослинність збереглася здебільшого на ділянках із пересіченим рельєфом, незручних для обробітку. З огляду на це, в 1926 році члени Спілки дослідників і любителів природи запропонували заповідати 13 лісових ділянок, серед яких були і досить великі за площею Лозовський та Кепріанівський лісові квартали. Рішенням Ради Міністрів Румунії від 19 липня 1938 року їх оголосили пам'ятками природи. Після анексії Бессарабії Радянським Союзом заповідні місця на деякий час втратили свій статус. Однак необхідність збереження незайманих лісів у зв'язку з інтенсифікацією сільського господарства ставала все актуальнішою. Тому в 1958 році найбільш типові та збережені ділянки Лозовської, Кепріанівської, Реденської, Карбунської та Гербовецької лісових дач Молдови знов було заповідано.

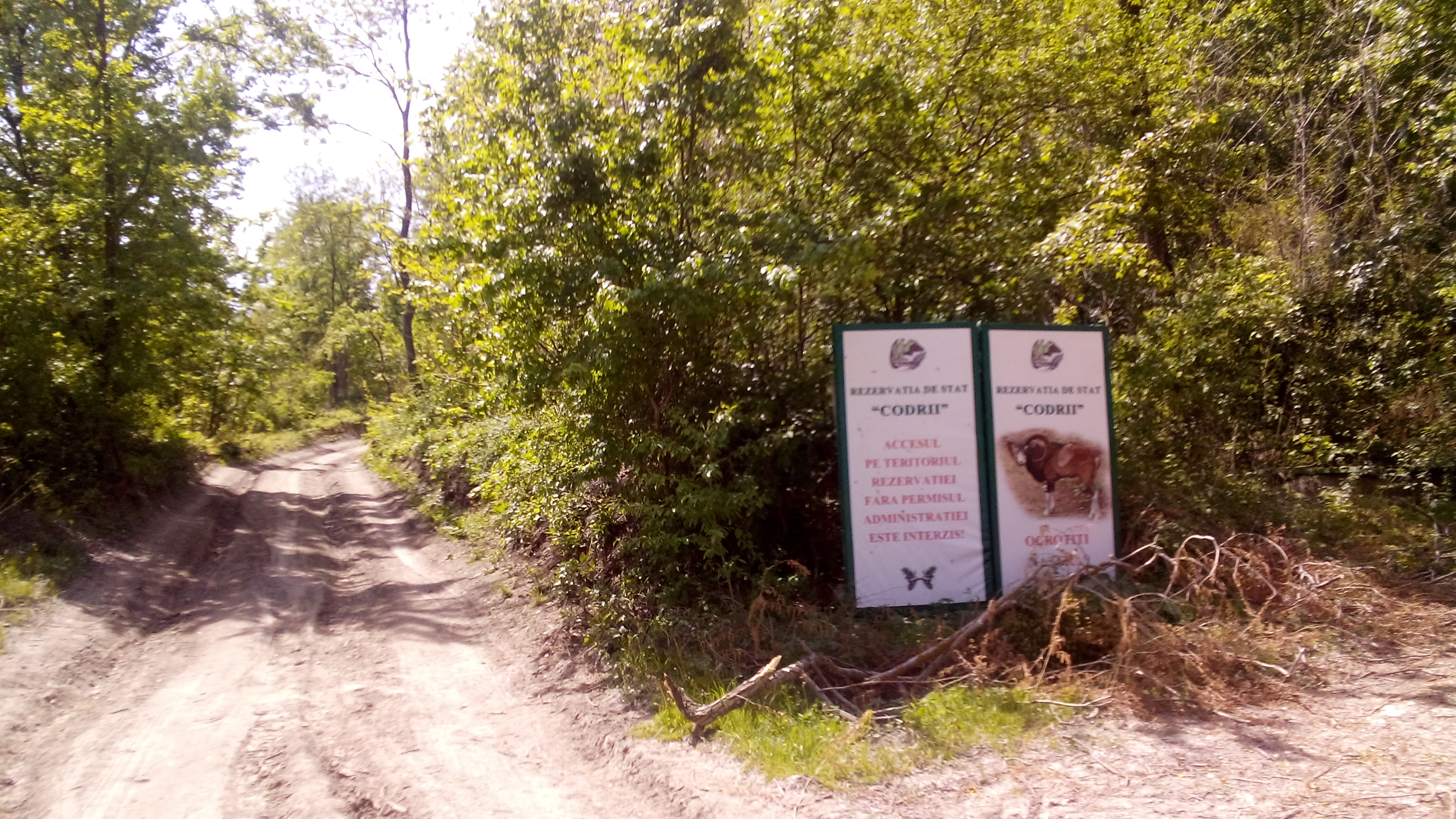
Інформаційний щит на в'їзді в охоронювану зону.

Заборона лісозаготівель позитивно відбилась на стані генофонду диких рослин, покращила умови для деяких видів тварин, але все ж була недостатньою для комплексного збереження місцевої природи. Тому 27 вересня 1971 року південній частині Лозовського лісництва Страшенського лісгоспу надали вищий статус державного природного заповідника. На час створення природоохоронна установа мала площу лише 2 700 га. Охоронювана зона охоплювала південний берег річки Ботна і не включала найбільш типові (еталонні) ліси цього регіону. Задля розширення репрезентативності охоронюваної території в 1975 році до її складу включили північну частину Лозовського лісництва, так що загальна площа заповідника Кодри склала 5 177 га. В подальшому територію заповідника не збільшували, але поділили її на функціональні зони (див. розділ «Наукова і господарська діяльність»).

## Клімат
Природний заповідник Кодри розташований у помірному кліматичному поясі. Його теренам притаманна коротка м'яка зима і тривале спекотне літо з відносно невеликою кількістю опадів. Середньорічна температура повітря в цій місцевості становить 8,7 °C. Найхолодніший місяць тут січень, чия середня температура складає -4,4 °C. Середня температура найтеплішого місяця, липня, дорівнює 20,2 °C. Попри загальну м'якість клімату на заповідних теренах відмічені доволі значні температурні екстремуми: наприклад, найнижча зафіксована тут температура склала -33 °C, а найвища — 40 °C. Безморозний період із температурами вищими за 5 °C триває 175—190 днів, а період активної вегетації з температурами вищими за 10°C — 175—185 днів. Останні приморозки відбуваються у другій декаді квітня, а перші спостерігали у другій декаді жовтня.
Річна кількість опадів коливається в межах 400—525 мм, з яких від 265 до 315 мм випадають у період активної вегетації. 65,9 % річної кількості опадів припадає на теплу пору року. Для заповідника Кодри характерні зливи, чим обумовлені великі добові максимуми кількості опадів. Крім того, питома їхня частина поступає у вигляді туману, роси, інію. Натомість зима малосніжна, у 50 % взагалі без стійкого снігового покриву.

## Географія та гідрологія
Природний заповідник Кодри знаходиться у центральній частині Молдові. Його терени лежать в межах Страшенського району в безпосередній близькості від його адміністративного кордону з Гинчештським районом. Адміністрація природоохоронної установи розташована за 5 км від села Лозова.

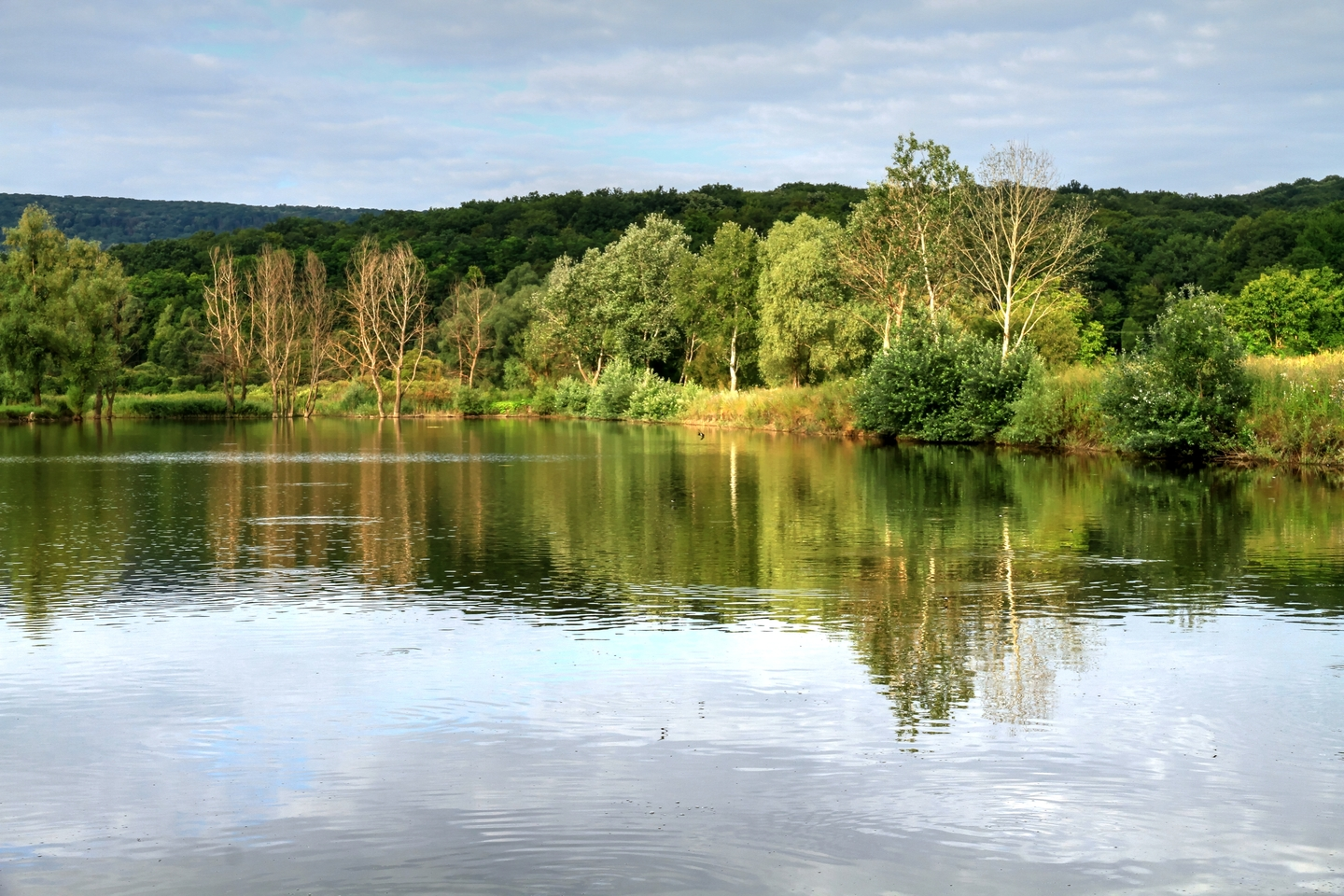
Одна з водойм заповідника.

Географічно заповідник розташований на височині Кодри, вкритій лісами (на місцевому наріччі також називаними кодрами), від яких він і отримав свою назву. Цьому природному регіону притаманні невеликі за відносною висотою узвишшя з крутими схилами та інтенсивні ерозійні процеси карстового походження. Територія заповідника Кодри добре представляє типові форми місцевого рельєфу. Практично вся охоронювана зона вкрита пагорбами чи невисокими горами із перепадом абсолютних висот близько 250 м. Крутизна схилів в середньому становить 12—15°, однак на окремих узвишшях вона може сягати 25—40°. Ці узвишшя розділені вузькими і тінистими ярами та стрімкими гиртопами.
Враховуючи невелику площу заповідника, він у своїх межах не має великих водойм, однак річки Ботна і Бик протікають неподалік від його кордонів. Їхній вододіл розділяє охоронювану територію на дві майже рівні частини. В басейні Бика знаходяться дві екстремальні географічні точки: в долині струмка, що впадає в Бик, розташована найнижча точка заповідника (висота над рівнем моря 130 м), а на вододілі Бика і Когильника знаходиться найвища точка (висота над рівнем моря 382,5 м). У пониженнях між пагорбами і горами на поверхню інколи просочуються міжпластові води, які підживлюють крихітні тимчасові болота й озера, що утворюються під час сильних злив. Постійні водотоки представлені кількома невеликими струмками, які інколи пересихають під час літньої спеки.

## Геологія та ґрунти

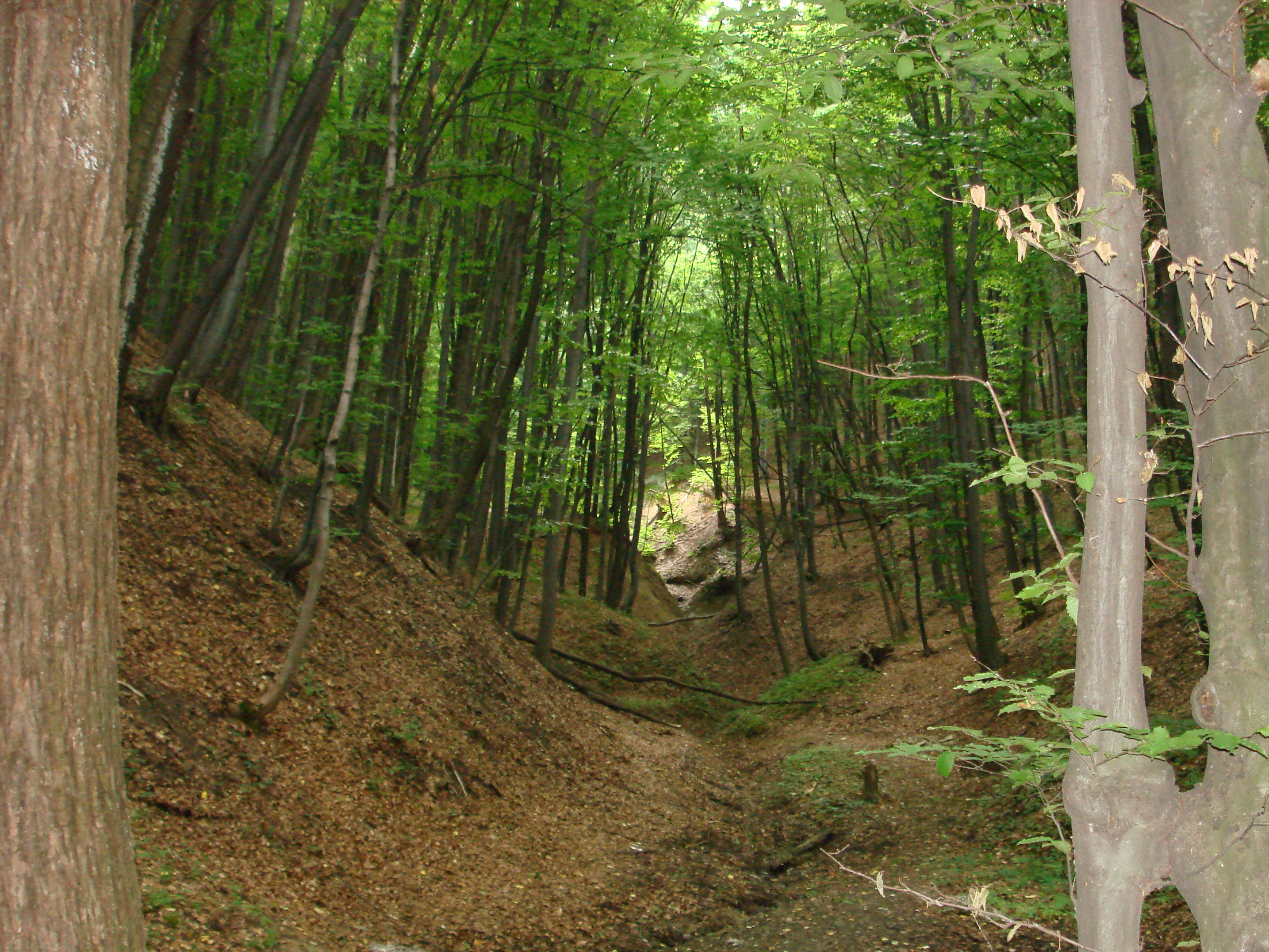
Типовий вигляд яру в Кодрах.

Тривала ерозія ґрунтів на височині Кодри полягала переважно в безперервних зсувах сипких порід та ґрунтів, що з часом призвело до утворення зсувних цирків. Їхній подальший розвиток обумовив формування вузьких вододілів, увігнутих схилів. В свою чергу продукти зсуву, накопичені на дні цирків, утворили розмаїтий ґрунтовий покрив.
Оскільки переважну частину заповідника (близько 5 004 га) займають ліси, то і ґрунти на його території належать до лісового типу. Ґрунтоутворюючими породами тут виступають сарматські відклади різного механічного й літологічного складу. Здебільшого це глинисті та вапняково-глинисті пласти потужністю до 100 м, на яких сформувалися сірі та бурі лісові ґрунти. Розподіл між цими двома типами субстрату в заповіднику доволі чіткий: бурі лісові ґрунти приурочені до вищих ділянок рельєфу, а сірі — до нижчих, однак ця закономірність подекуди порушена зсувними процесами. Дуже незначні за площею ділянки зайняті дерново-лучними ґрунтами, які притаманні виключно дну долин, порослому лучною рослинністю.

## Флора
У заповіднику Кодри описано лишайників 18 видів, мохів — 69, вищих рослин — 774, грибів 334 види. Загалом на його теренах представлено 40 % рослинності Молдови, в тому числі 50 видів судинних рослин, занесених до Червоної книги Молдови. З цих раритетів у Молдові знайдені лише в заповіднику Кодри плодоріжка рідкоквіткова, звіробій крилатий, коручка болотяна. Переважна більшість рослин — це бореальні види, притаманні широколистяним лісам Центральної Європи, хоча серед них часто трапляються і представники балканської та середземноморської флори.

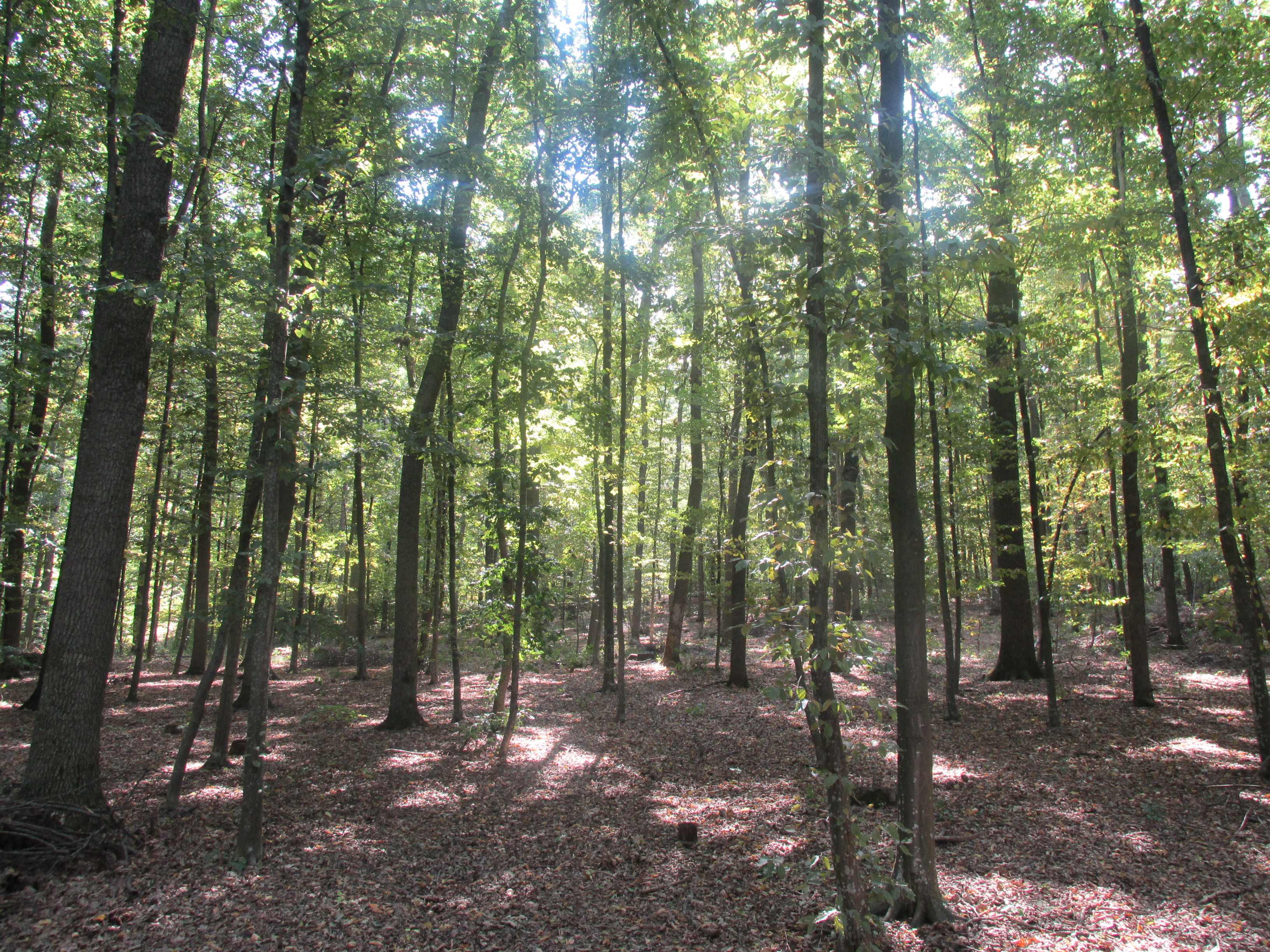
Ліси заповідника Кодри.

Сильна пересіченість рельєфу обумовили розмаїття мікрокліматичних умов і, відповідно, утворення різних фітоценозів в межах заповідної зони. За просторовим розподілом беззаперечно домінують ліси, серед яких найпоширенішим типом є діброви: вони займають близько 40 % усієї лісистої місцевості. Менш поширені ясеневі ліси (1881 га), грабові (411 га), липняки (50 га) та бучини (22 га).

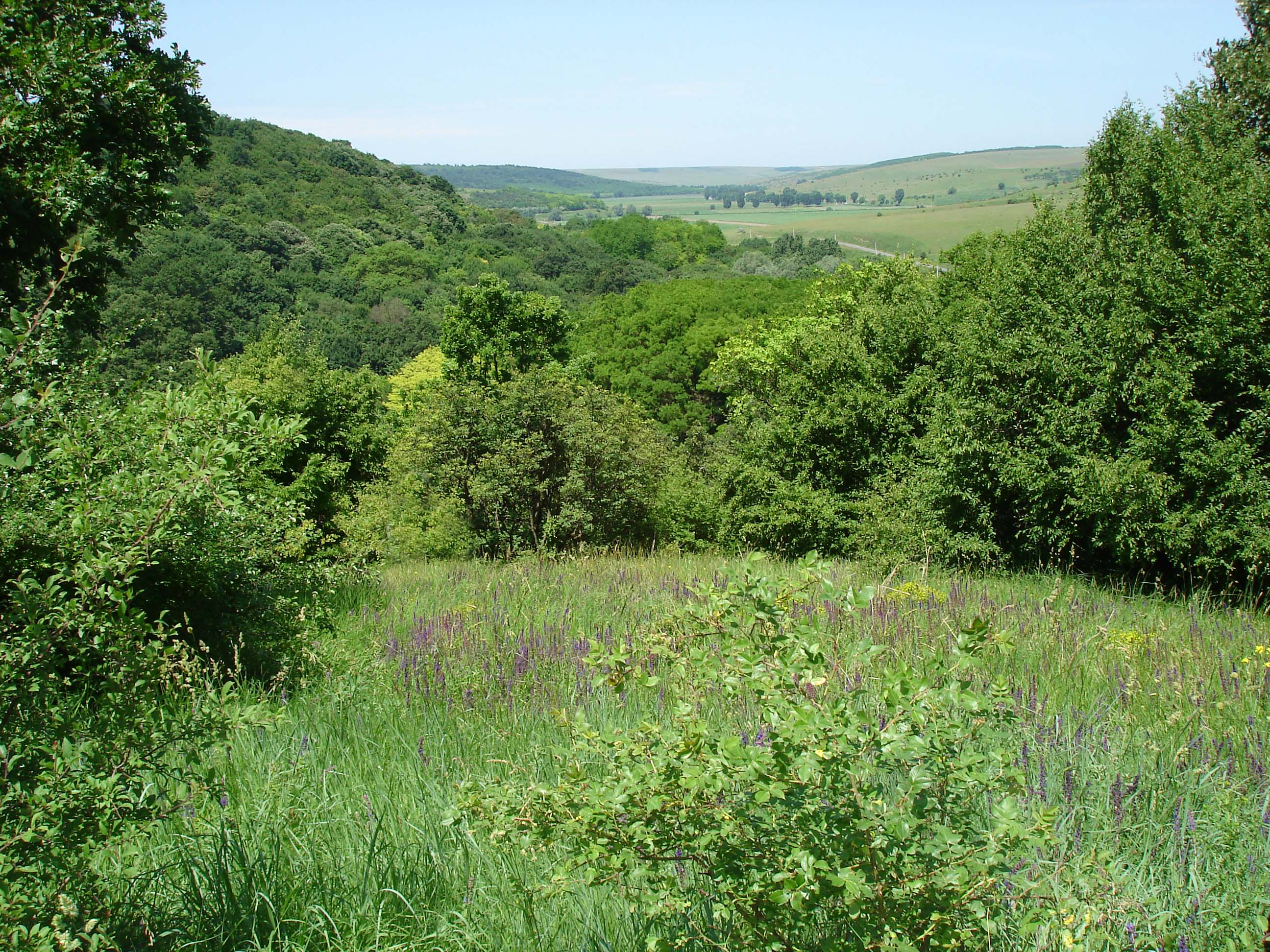
Ділянка лучної рослинності.

Діброви утворені, як правило, дубом скельним, який займає вододіли та схили різної експозиції на висоті 180—380 м. Це дерево не формує чистих деревостанів, а зростає разом із липою сріблястою, грабом звичайним, явором, черешнею, кленом звичайним. Разом ці породи утворюють перший ярус. У другому ярусі таких дібров переважає клен польовий, а підлісок створюють різноманітні чагарники: ліщина звичайна, свидина, дерен звичайний, клокичка. Трав'яний покрив в таких лісах багатий, у ньому домінують осоки короткошия і волосиста, копитняк звичайний, молочай мигдалолистий, а навесні аспекти створюють анемона жовтецева, ряст, проліски дволисті. В межах цього фітоценозу розрізняють кілька рослинних асоціацій: осокові липово-ясеневі діброви, чагарникові липово-ясеневі діброви, осокові липово-грабові діброви, деренові діброви. Найрідкіснішими підтипами є злакові липові діброви, приурочені до верхніх частин схилів південної експозиції; осокові ясенево-грабові діброви, що зростають на схилах північної експозиції; черемшеві ясеново-грабові діброви, у трав'яному покриві яких панує цибуля ведмежа (черемша); буково-грабові діброви, поширені на найкрутіших схилах; а також різнотравні липово-ясеневі та злакові діброви.
На нижчих висотах (150—200 м) розвиваються діброви з дуба звичайного. Втім, їхня площа невелика — 541 га. Структурно ці ліси подібні до дібров із дуба скельного, але мають дещо відмінний видовий склад. У першому ярусі тут височіють дуби звичайні з домішкою черешні, граба звичайного, липи сріблястої та дрібнолистої, клена звичайного, ясена звичайного (у долинах струмків також й осики). У трав'яному покриві панує яглиця звичайна, яка часто утворює суцільні зарості. Окрім неї тут постійно трапляються медунка лікарська, осоки короткошия і волосиста, копитняк звичайний, фіалки лісова і дивовижна, купина широколиста. Цікавим підтипом таких лісів є липова діброва, приурочена до долини Ботни із вологим ґрунтом. У другому ярусі такого лісу переважає липа дрібнолиста з незначною домішкою граба звичайного, клена польового й татарського. Підлісок густий і щільно зімкнутий, його утворюють здебільшого ягідні чагарники: бруслина європейська, калина звичайна, бузина чорна, дерен-свидина, бирючина звичайна, ліщина звичайна. Серед трав'янистих рослин тут поширені медунка лікарська, яглиця звичайна, купина запашна, кропива дводомна, гребінник звичайний, фіалка запашна, підмаренник чіпкий.
| |  |  |  |  |
| Лісотвірні породи заповідника Кодри (зліва направо): 1) дуб скельний; 2) бук лісовий; 3) граб звичайний; 4) липа срібляста; 5) ясен звичайний. |  |  |  |  |

Бучини, хоча й займають у заповіднику вкрай незначну площу, проте, належать до корінних типів лісу, до того ж дуже характерних для Кодр. Вони зростають на висоті 200—330 м, перш за все на крутих схилах, місцях старих зсувів ґрунту, навколо тимчасових водойм. Перший ярус бучин утворюють бук лісовий і граб звичайний. Інколи в ньому трапляються поодинокі особини дуба скельного, явора, черешні, липи сріблястої, клена звичайного і в'яза шорсткого. Другий ярус негустий і складений кленом польовим і липою дрібнолистою. Підлісок також нещільний, складений поодинокими кущами клокички, гордовини, дерен-свидини, бруслини європейської. За типом трав'яного покриву бучини заповідника розділяють на три типи (рослинних асоціації): осоково-грабова бучина (бідний трав'яний покрив), яглицево-грабова бучина (багатий трав'яний покрив) і мертвопокровна бучина (трав'яний покрив відсутній).
Ясеневі ліси заповідника Кодри вторинні. Вони з'явилися на місці липово-ясеневих дібров. В першому ярусі таких насаджень панує ясен звичайний із домішкою дуба скельного, липи сріблястої, клена звичайного, у другому — граб звичайний та клен польовий. Підлісок в ясеневих лісах практично відсутній, лише деінде в них можна натрапити на кущі свидини, дерену, гордовини, шипшини. Світлі крони ясенів та відсутність підліска забезпечують достатньою кількістю світла трав'яний ярус, в якому зростають світлолюбні види: тонконіг вузьколистий, бутень бульбистий, вика чотиринасінна тощо.
| |  |  |  |  |
| Найпоширеніші чагарники заповідника (зліва направо): 1) дерен звичайний; 2) ліщина звичайна; 3) бруслина європейська; 4) дерен-свидина; 5) гордовина. |  |  |  |  |

Граб звичайний належить до однієї з найпоширеніших деревних порід заповідника, однак зростає він переважно як домішка до інших порід. Чисті грабові ліси, подібно до ясеневих, мають вторинне походження. Вони утворились на місці вирубаних дібров та бучин, які через пізньостиглість домінуючих видів (дуба, бука) не змогли відновитись природним способом. Натомість, більш швидкоростучий граб, який до того ж рясно плодоносить і добре поновлюється вегетативно, на колишніх вирубках став панівною породою. У грабових лісах другий ярус відсутній або представлений поодинокими польовими кленами чи береками. Підлісок негустий, йому притаманні види, характерні для дібров: різні види глоду, клокичка, гордовина, ліщина, дерен звичайний, бруслина бородавчаста. Трав'яний покрив за видовим складом подібний до бучин.

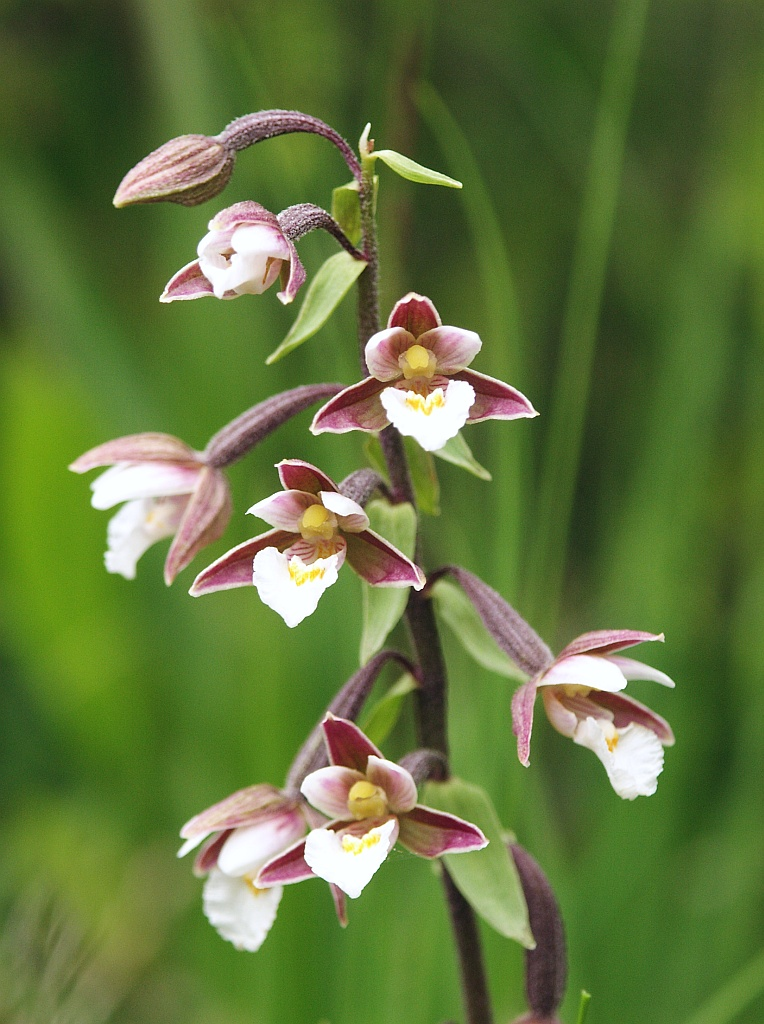
Коручка болотяна — рідкісний представник заповідної флори.

Перелік вторинних лісів заповідника Кодри завершують липняки, які виникли на місці вирубаних в минулому липово-ясеневих дібров. Вони займають найвищі ділянки вододілів на пологих схилах. У першому ярусі липових лісів панують липа срібляста, ясен та граб звичайний, подекуди з домішкою дуба скельного. У другому ярусі трапляються лише поодинокі граби, клени звичайні та польові. Підлісок у липняках відсутній. Для трав'яного покриву характерні осоки волосиста і короткошия, копитняк звичайний, розхідник шорсткий, яглиця звичайна, фіалка запашна.
Ще близько 350 га у заповіднику Кодри зайняті штучними деревними насадженнями, створеними в 1920-х роках. Кількісно серед них переважають змішані культури дуба звичайного, також є невеликі ділянки під дубом скельним, ясеном звичайним, горіхом волоським, робінією звичайною (білою акацією), тополею канадською, сосною звичайною, евкомією в'язолистою та різними видами чагарникових верб. Хоча ці насадження і займають невелику площу, однак певною мірою урізноманітнюють флору охоронюваної зони.
Окремі систематичні таксони та екологічні групи рослин у заповіднику вивчені недостатньо. Наприклад, відомо, що серед мохів і лишайників трапляються епіфіти і наземні види. Наземні мохи утворюють невеликі плями на поверхні ґрунту в лісах, однак ніде не стають помітними, а наземні лишайники взагалі зростають поодинокими особинами. Натомість епіфітні види цих рослин трапляються часто. Вони не приурочені до певних видів дерев, але віддають перевагу старим особинам. Так само недостатньо досліджені лучна і водна рослинність, які займають дуже невеликі ділянки в охоронній зоні заповідника.

## Фауна
Фауна заповідника Кодри добре досліджена. Згідно зоогеографічного районування вона відноситься до західноєвропейського типу, однак враховуючи розташування Кодр на південному сході цього регіону, на теренах заповідника трапляється чимало балканських і малоазійських видів. В межах заповідної зони описано ссавців 52 види, птахів — 151, плазунів — 8, земноводних — 10, риб — 7, членистоногих — близько 10 000 (в тому числі 8 000 видів комах).
Теріофауна заповідника охоплює 67,1 % усіх видів ссавців, притаманних Молдові. Комахоїдні представлені здебільшого землерийками, приуроченими до вологих трав'яних місцин. З них вельми цікава мідиця мала вагою 2-3 г — найменший ссавець країни. З більш відомих членів ряду слід відзначити крота європейського та їжака європейського (останній у заповіднику представлений румунським підвидом). Якщо їжаки трапляються у лісах повсюдно, то кроти мешкають тільки на узліссях і галявинах. З кажанів звичними видами є вухань звичайний і вечірниця дозірна, яка мешкає у дуплах дерев та будинках лісників. Над водоймами полюють нічниці водяні, в околицях заповідника спостерігали рідкісну вечірницю велетенську.
Серед гризунів заповідника найбільш поширені мешканці лісів. Вивірка звичайна особлива чисельна в роки з багатим урожаєм горіхів і жолудів. Окрім звичайних рудих особин у Кодрах зрідка трапляються тварини з темним хутром, приналежні до карпатського підвиду. Також часто спостерігають тут вовчка сірого, соню лісову, ліскульку. Ці тварини люблять селитися у шпаківнях, не тільки конкуруючи з горобцеподібними птахами, а й безпосередньо винищуючи їх. З наземних гризунів у лісах чисельні нориця руда, мишаки європейський та жовтогрудий. Серед гризунів відкритих біотопів найпомітнішим є сліпак, приурочений до агроценозів і прилеглих до них територій. Поблизу людських осель трапляються миша хатня і пацюк сірий, поблизу полів зрідка ловлять полівку звичайну та норика підземного. Щур водяний разом з ондатрою заселили озерця в долині річки Бик. Зайцеподібні представлені лише одним видом — зайцем сірим. Хоча у заповіднику цей вид не є рідкісним, однак він займає тут нехарактерні біотопи. Зазвичай приурочений до відкритих місцин, заєць сірий під тиском полювання, інтенсивної оранки земель, застосування отрутохімікатів був витіснений до лісів, де він трапляється не тільки на галявинах, а й в гущавині.
Хижі тварини у заповіднику Кодри різноманітні. Найчисельніші дрібні види, що легко пристосовуються до присутності людини, — ласиця, куниця кам'яна. Досить висока чисельність рідкісної для Молдови куниці лісової, обумовлена дієвою охороною заповідних угідь. Звичайна в заповіднику і лисиця, втім, її чисельність зазнає істотних коливань, які пов'язують зі зміною чисельності мишоподібних гризунів (основного корму лисиць) та епізоотіями. Пересічений рельєф заповідника вельми сприятливий для борсуків, які риють нори на схилах глибоких ярів. В минулому на теренах заповідника Кодри траплялись вовки, які відчутно скорочували поголів'я сарн, однак скорочення площі лісів, чисельності копитних та безпосереднє винищення мисливцями призвели до того, що вовк у Молдові практично зник. Останнього представника цього виду у заповіднику спостерігали в 1975 році. Іншим рідкісним, але дуже цікавим для спостереження хижаком є кіт лісовий — єдиний представник родини котячих на теренах Молдови, занесений не тільки до національної Червоної книги, але також і до Червоного списку Міжнародного союзу охорони природи. Якщо уся молдовська популяція цього виду налічує близько сотні особин, то в заповіднику Кодри мешкає приблизно 10—13 котів.
Копитні у заповіднику представлені п'ятьма видами. З них сарна і дика свиня є аборигенними. Популяції обох видів налічують до сотні особин, є стабільними і оптимальними за розмірами по відношенню до площі кормових угідь. Популяція сарн має перспективи росту, оскільки частково ці тварини зазнають харчової конкуренції з боку акліматизованих благородних і японських оленів. Присутність цих копитних у заповіднику небажана, оскільки благородні олені представлені штучною формою, виведеною у заповіднику Асканія-Нова, до того ж вони здатні гібридизуватися з плямистими оленями. Заповідний статус території несумісний із наявністю на ній неприродних тварин. Ще одним чужорідним видом є лань, завезена в Кодри в 1961 році. Втім, цей ссавець розселився за межами охоронюваної території і наразі на екосистеми заповідника не впливає.
| |  |  |  |  |
| Найтиповіші ссавці Кодр (зліва направо): 1) ліскулька; 2) лисиця звичайна; 3) куниця кам'яна; 4) кіт лісовий; 5) сарна європейська. |  |  |  |  |

Птахи у заповіднику Кодри представлені дуже нерівномірно. Так, водні й навколоводні види тут трапляються лише під час сезонних міграцій, оскільки на охоронюваній території немає великих водойм придатних для їхнього гніздування. Під час весняних і осінніх перельотів над заповідником регулярно спостерігають журавлів сірих, лебедів-шипунів, гусок сірих, чирянок велику і малу, крижнів, слукв, чапель сіру та руду, рідше — кваків, коловодників лісових, баранців звичайних. На гніздування в Кодрах залишаються тільки крижень, лиска, курочка водяна, пастушок, деркач. Крім того, на лузі часто годуються зграї білих лелек.
Так само мало представлені й члени ряду Куроподібних: лісові тетерук і глушець у Молдові давно зникли, а для перепілки звичайної та куріпки сірої в заповіднику недостатньо відкритих біотопів (трапляються ці птахи зрідка на узліссях). Відсутність мешканців відкритого простору обумовила і падіння чисельності деяких хижих птахів, перш за все, орла-могильника, орла-карлика, підорликів великого та малого. Оптимальний розмір мають популяції яструбів (великого і малого), канюка звичайного і боривітра звичайного. Натомість, у заповіднику Кодри щез балабан, який гніздувався тут у 1970-х роках.

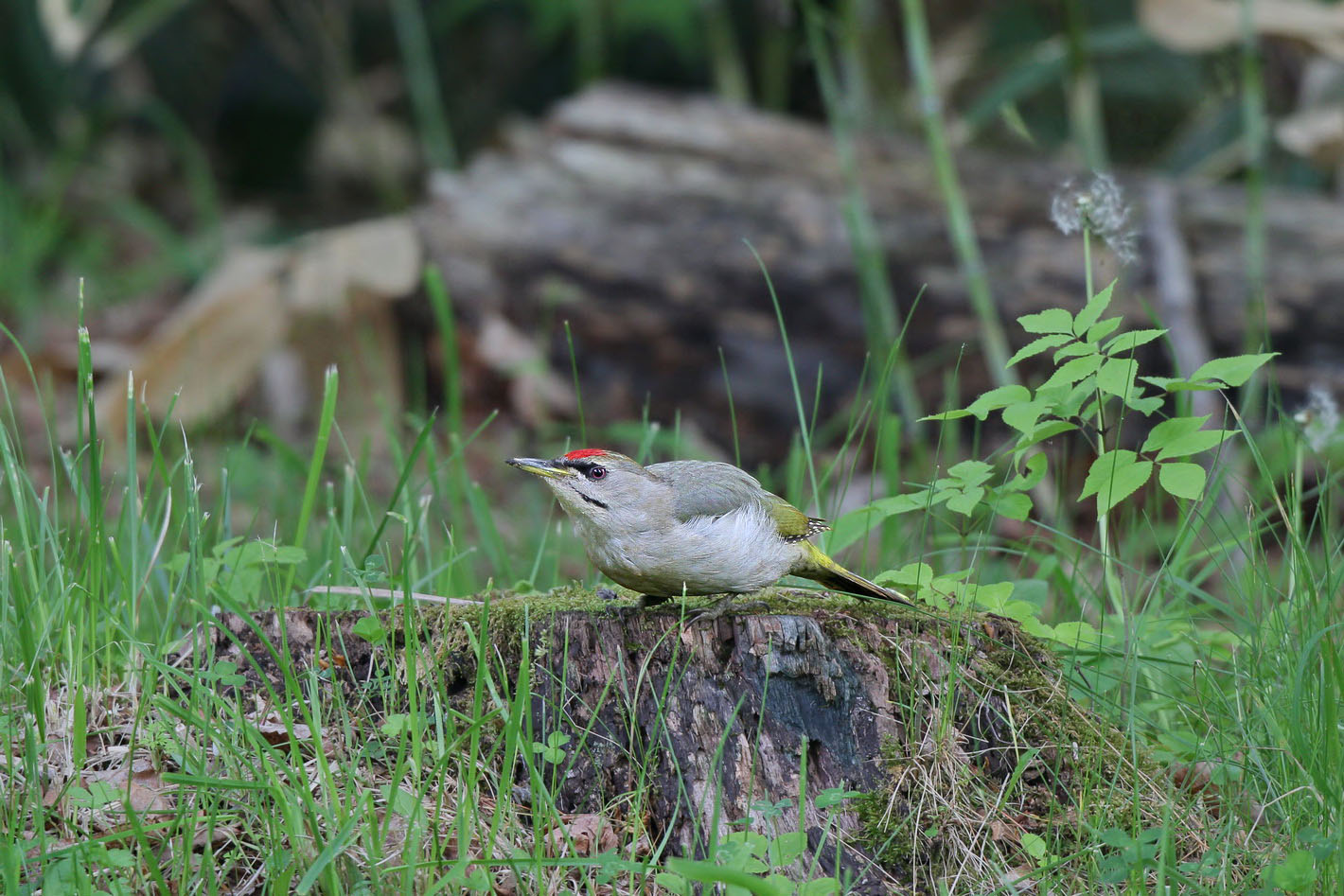
Жовна сива часто шукає поживу на землі.

На противагу пернатим водойм, лук і степів лісові птахи у Кодрах процвітають. Дуже різноманітна фауна дятлів, яких у заповіднику налічують 7 видів. З них найчисельнішим є дятел звичайний, також великі популяції жовни сивої та крутиголовки. Дятли середній, малий і сирійський менш розповсюджені, а жовна чорна гніздується у Кодрах лише останні кількадесят літ. Голуби представлені лише трьома видами (припутнем, голубом-синяком і горлицею звичайною), однак всі вони чисельні. Горлиці садові в охоронюваній зоні рідкісні, однак цих птахів багато у навколишніх селах.
Перелік мешканців лісів завершують різноманітні горобцеподібні, кожен з яких займає певну екологічну нішу в біоценозах заповідника. На узліссях поблизу кордонів охоронюваної зони люблять селитися вівсянка звичайна і садова, щеврик лісовий, коноплянка, щиглик, просянка, сорокопуд терновий і чорнолобий. Взимку тут годуються снігури, чижі, омелюхи звичайні. Там, де край ліса спускається в пониззя рельєфу, гніздуються соловейки. На лузі співають польові жайворонки, а в заростях лучного верболозу поширена кропив'янка сіра. Менш чисельними мешканцями лук є кропив'янка рябогруда, трав'янка лучна, плиска жовта. Плиски білі тяжіють до долин струмків. В заростях на берегах озер і ставків ховаються кобилочка-цвіркун, очеретянки велика й ставкова. Багатоярусні діброви і бучини — найбільш сприятливі місця для гніздування співочих птахів. Тут в улоговинах можна почути спів мухоловки малої, а ближче до узлісь мешкає мухоловка сіра. В гущавині лісу знаходять прихисток зяблик, вільшанка, кропив'янка чорноголова, дрозди співочий і чорний, різноманітні вівчарики, довгохвості синиці, костогриз. Покинуті дупла дятлів займають шпаки звичайні, які гніздуються колоніями. В останні десятиліття значно зросла чисельність щедриків і білошиїх мухоловок, які раніше вважалися рідкісними для Кодр. Найбільший з горобцеподібних птахів — крук — займає найвищі дерева. Популяція цього виду в заповіднику Кодри досить щільна. А поміж такими типово лісовими хижаками як сови поширеною можна визнати лише сову сіру, в той час як сова вухата і сич хатній рідкісні. На охоронюваній території перестав гніздуватися пугач, який раніше був характерним мешканцем Кодр.

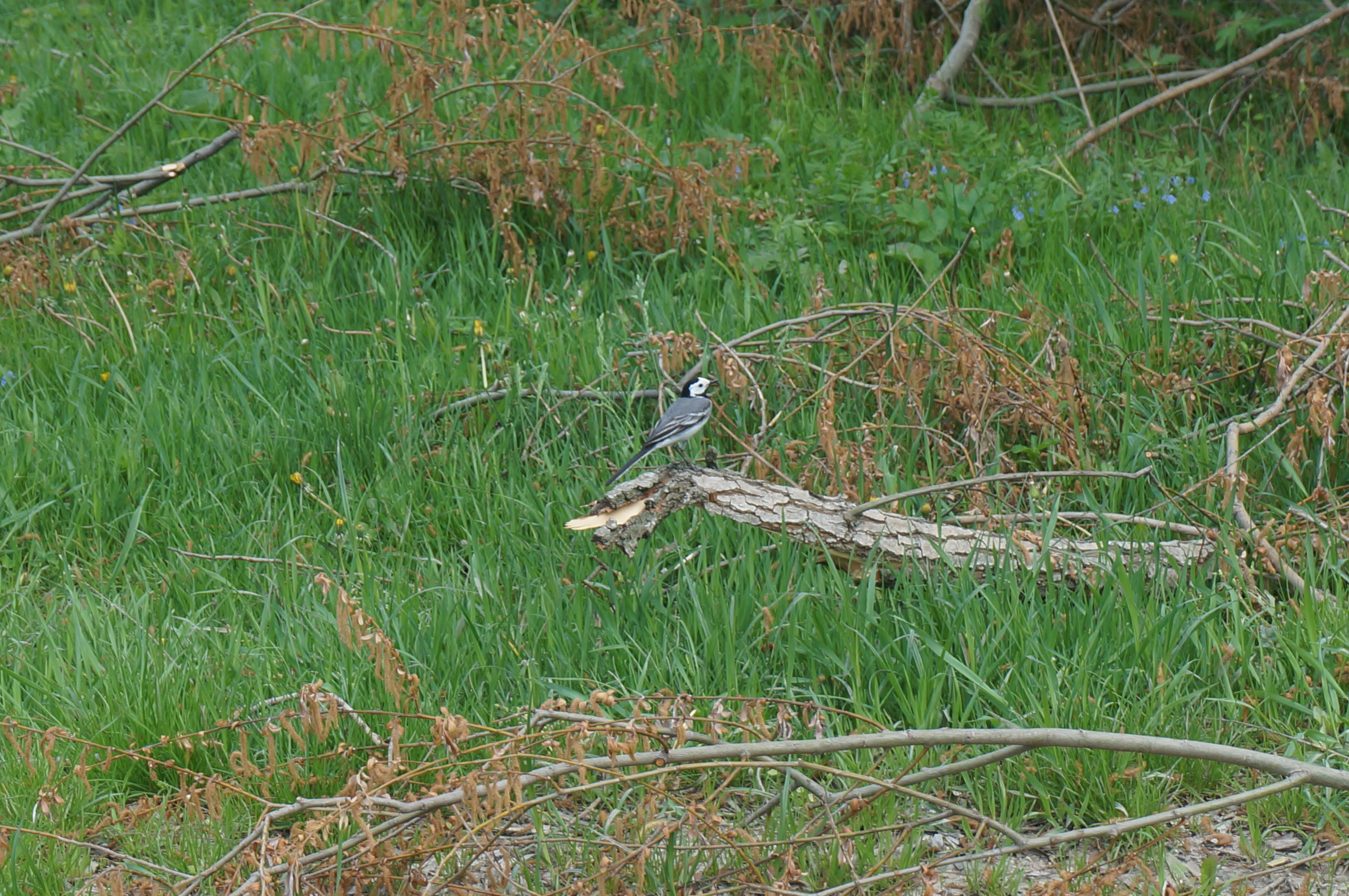
Плиска біла.

Герпетофауна Кодр не носить яскравих рис — у заповіднику мешкають тільки звичайні для Молдови види. Зокрема, на галявинах і узліссях часто трапляються ящірки зелена і прудка, веретільниця ламка, вуж звичайний. У дібровах селиться гадюка звичайна, однак її чисельність відносно низька. Найрідкісніший плазун заповідника — мідянка звичайна, занесена до Червоної книги Молдови. В Кодрах її можна побачити зрідка у заростях чагарників у долинах струмків. Мілководні озера і болота охоронюваної зони, що добре прогріваються весняним сонцем, сприятливі для нересту земноводних, які у заповіднику чисельні й відносно різноманітні. Зокрема, тут мешкають ропуха звичайна, жаби ставкова, озерна і гостроморда, тритони звичайний і гребінчастий, райка деревна, кумки жовточерева та червоночерева. Разом з тим мілководність водойм не дозволяє оселятися в них великим рибам, тому іхтіофауна заповідника дуже бідна. У сильно зарослих очеретом ставках відмічені в'юн, карасі звичайний і сріблястий, які в цих несприятливих умовах утворили карликові форми (наприклад, місцеві карасі важать 20—30 г). У ставках, що сполучаються зі струмками, мешкають вівсянка, верховодка звичайна та завезений до заповідника в минулому короп. У найповноводніших струмках спостерігали сріблястих карасів і звичайних пічкурів.

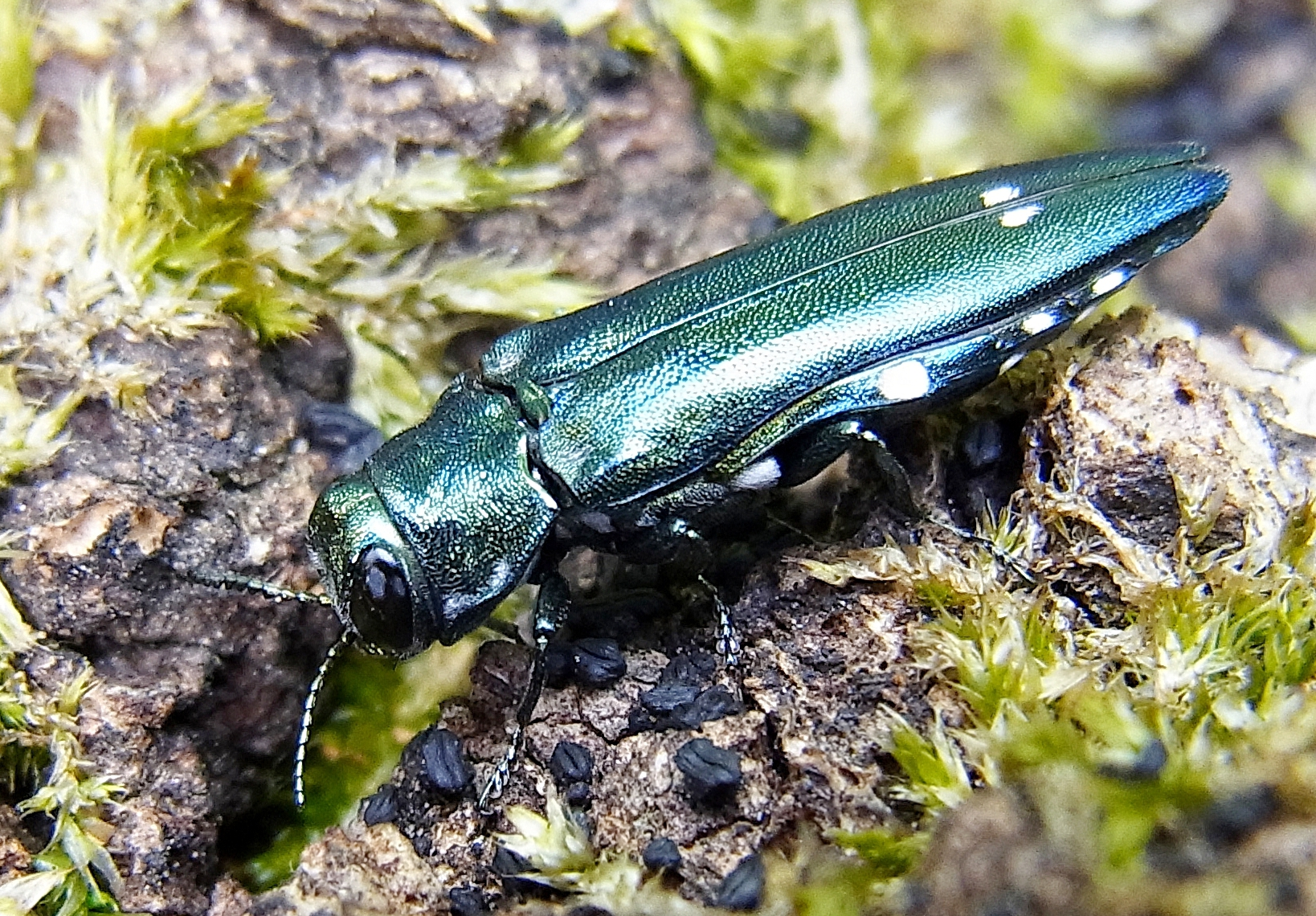
Златка Agrilus biguttatus — локальний шкідник заповідних лісів.

Серед безхребетних заповідника найкраще досліджені комахи, що пов'язано з їх тісним залученням до харчових ланцюгів лісових екосистем. Оскільки в заповіднику Кодри переважають діброви, то найбільш поширеними видами комах є шкідники дуба. Хоча заповідні ліси загалом стійкі до їхньої дії, однак на окремих ділянках спостерігали масове розмноження златки бронзової дубової, Agrilus biguttatus, заболонників Scolytus intricatus і Scolytus fraxini, малого і, занесеного до Червоної книги Молдови, великого дубового вусача. Небезпечним шкідником лісу виступає також і хрущ травневий, чиї імаго обгризають листя, а личинки — коріння дерев. Поміж лускокрилих тільки на дубах (скельному і звичайному) знайдено 85 видів. Серед шкідливих метеликів на деревах твердих порід переважають вогнівки, листовійки, п'ядуни, на кленах — совки. Ці комахи активні навесні, а влітку більш помітним стає вплив мінуючих молей, зокрема, молей-строкаток. Природними ворогами цих шкідників-листоїдів виступають туруни, в тому числі, красотіл пахучий, досить звичний у Кодрах.

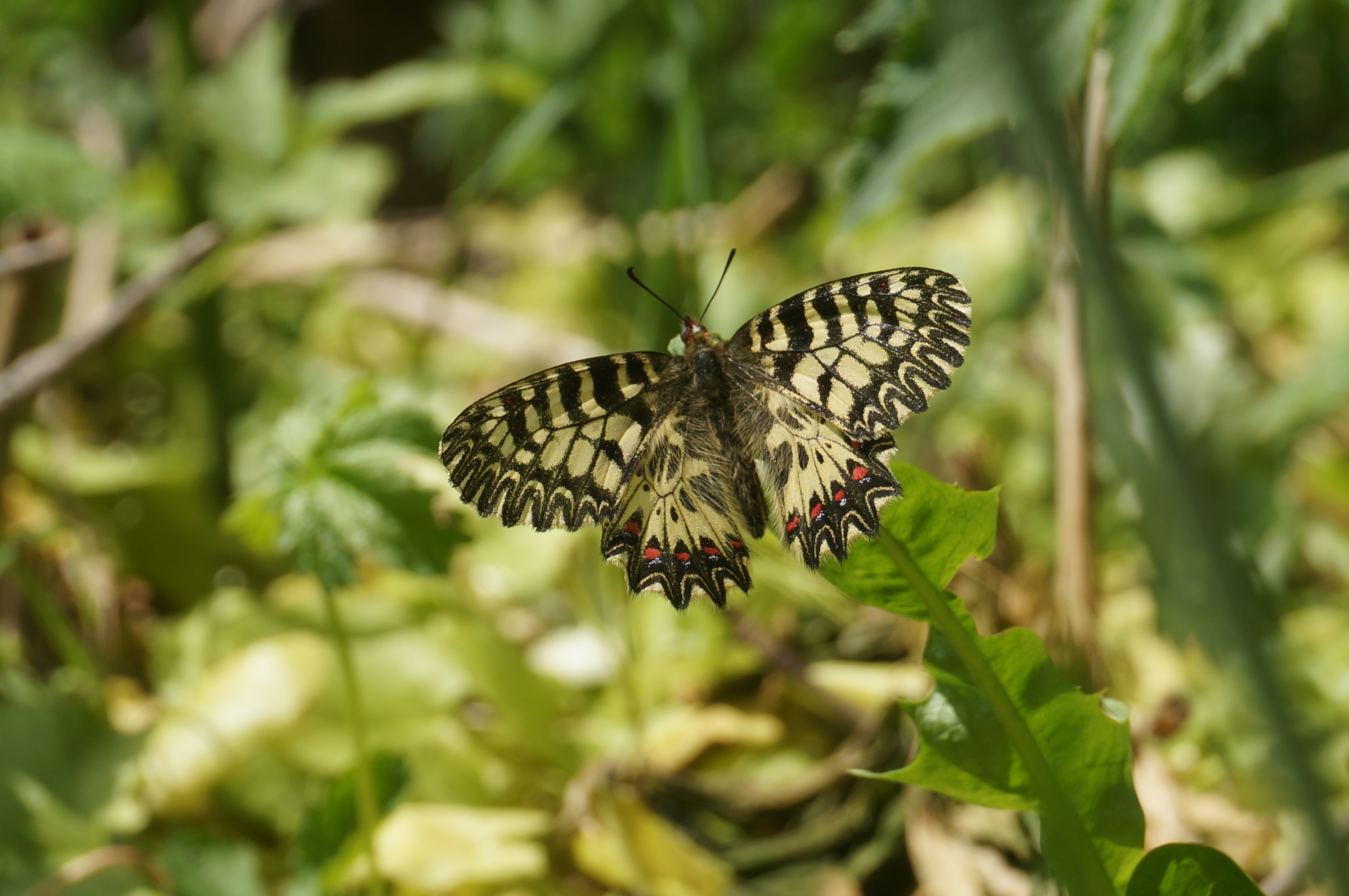
Метелик поліксена.

Серед нешкідливих комах найбільш помітні метелики. Навесні у лісі часто можна натрапити на цитринця, сонцевика кропив'яного, перламутрівок. Вночі у заповіднику літає найбільший метелик Кодр — сатурнія велика. Влітку різноманіття лускокрилих меншає, оскільки гілля дерев створює несприятливу для них тінь. Однак і в цю пору можна відшукати гарних метеликів: сонцевиків — адмірала й павиче око, а також рідкісних мінливця великого, махаона, подалірія. Менш помітні, але дуже різноманітні перетинчастокрилі. Тільки мурах у заповіднику Кодри описано 43 види. З них за чисельністю переважає мураха лісовий рудий, чиїх гнізд (мурашників) знайдено близько 300. Деякі мурашники розташовані групами по 10—30 штук, утворюючи цілі мурашині поселення. Цим комахам шкодять дикі свині, які полюбляють спати взимку у мурашниках (комахи через холод нездатні їх відновити і гинуть). В окремі роки дуже чисельні оси. Їхні гнізда, заховані в тріщинах ґрунту і пнях, нищать борсуки. Також корисну роль в запиленні лісових і лучних квітів грають джмелі.
Крім комах у заповіднику Кодри багато павуків і кліщів. Павуки добре помітні протягом усієї теплої пори року: їхні тенета натягнуті серед трави і в гіллі дерев, а восени спостерігають масовий літ павутини — в такий спосіб розселюються по околицях молоді особини. Незважаючи на масовість, видовий склад цих членистоногих достеменно не досліджений. Кліщі не так кидаються в око, однак їхня присутність особливо відчутна навесні, коли вони нападають на людей, ссавців і птахів. Серед кліщів найбільш розповсюджені іксодові, особливо, кліщ собачий.

## Наукова і господарська діяльність

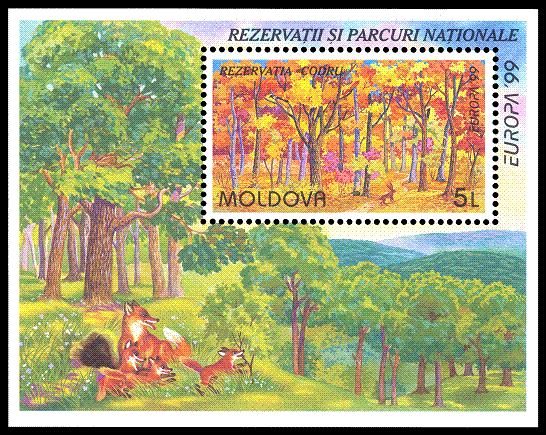
Молдовська поштова марка присвячена заповіднику Кодри.

Перші природничі дослідження на території сучасного заповідника Кодри були проведені у першій половині XX століття. Саме вони створили наукову базу для заповідання місцевих лісів. Однак систематична наукова діяльність тут розпочалась лише в 1950-х роках. Протягом декількох наступних десятиліть працівники ряду установ, підпорядкованих Академії наук Молдавської СРС, провели у Кодрах системні дослідження. Зокрема, вивченням ґрунтів займалися Н. В. Дмитрієв та Л. Н. Рябініна, геоботаніком Т. С. Гейдеман складений «Конспект флори заповідника Кодри», картування типів лісів здійснено Г. П. Сімоновим і А. І. Ткаченко. Г. Л. Тишкевич проводила досліди з культивування бука. Досить повно і всебічно досліджена фауна Кодр. Найбільшу увагу в цій галузі приділяли інвентаризації й вивченню екології звірів і птахів, однак різні групи комах також ретельно описані. В дослідження комах і кліщів найбільш вагомий внесок зробив професор М. С. Гіляров. У різні роки в дослідженні природи заповідника брали участь співробітники Інституту зоології, Ботанічного саду (інституту), Інституту географії Академії наук Молдови, державного університету Молдови, Аграрного державного університету Молдови, Тираспольського державного університету.

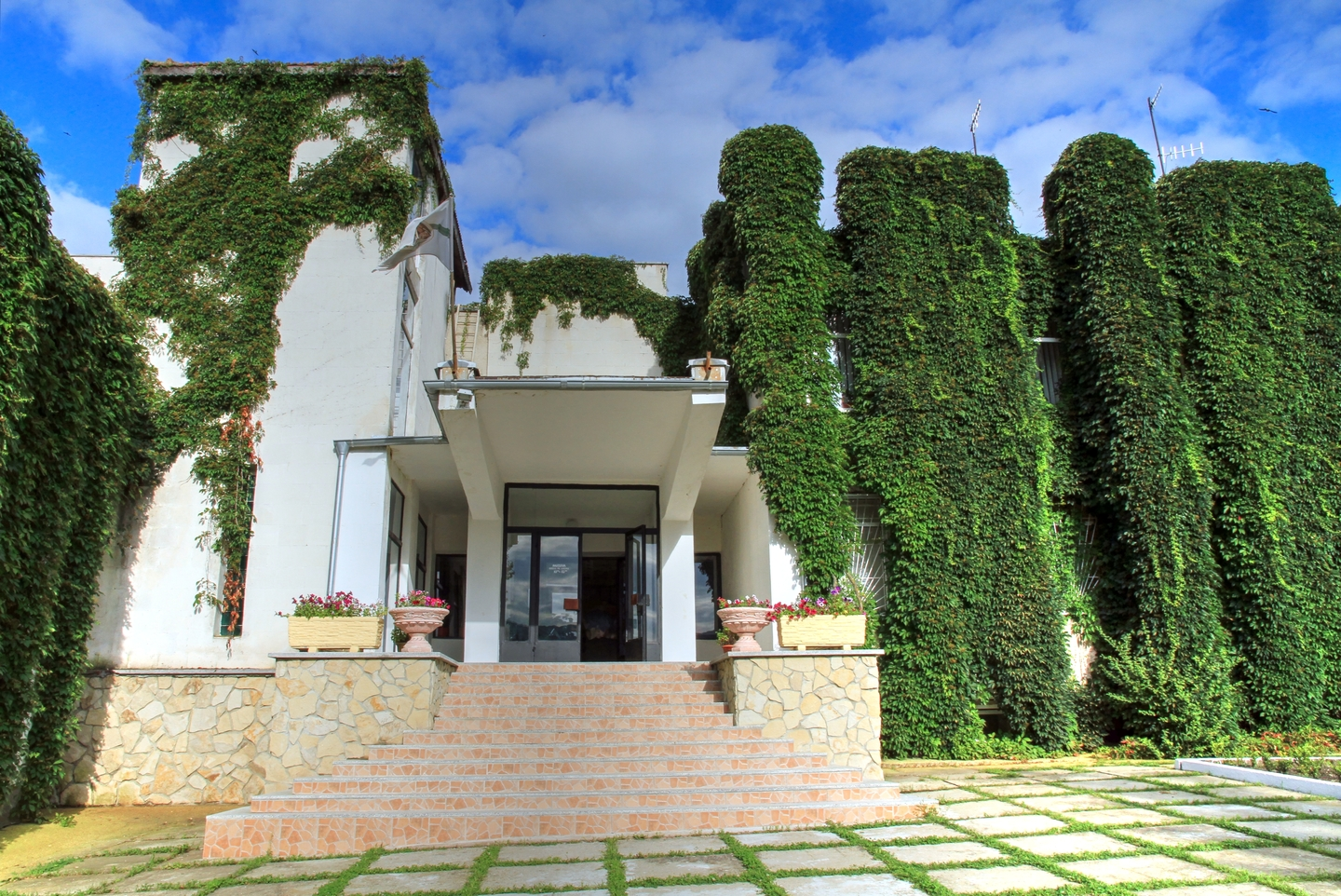
Будівля адміністрації заповідника Кодри.

В ході цих робіт було доведено, що екосистеми заповідника вразливі перед впливом людської діяльності на навколишніх територіях. Це обумовлено невеликою площею охоронюваної території, безпосереднім приляганням до її кордонів ділянок із інтенсивним веденням сільського господарства. Задля поліпшення охоронних заходів терени заповідника Кодри поділили на функціональні зони:
1. зона суворої охорони (720 га) включає оселища найрідкісніших рослин і тварин. В цій зоні заборонена будь-яка людська діяльність, за винятком наукових дослідів і спостережень;
2. буферна зона (4 455,8 га) оточує зону суворої охорони з усіх боків, послаблюючи вплив людської діяльності на останню. У цій зоні дозволено проводити певні лісотехнічні заходи, спрямовані на підтримку екологічного балансу, відтворення первинних типів лісів, збільшення біоценотичного розмаїття тощо;
3. перехідна зона (12 300 га) являє собою смугу завширшки 2 км навколо буферної зони. Ця територія не є власністю природоохоронної установи, вона складається з приватних маєтків і господарчих ділянок державних підприємств, однак економічна діяльність, яка шкодить екосистемам заповідника в ній заборонена[2].

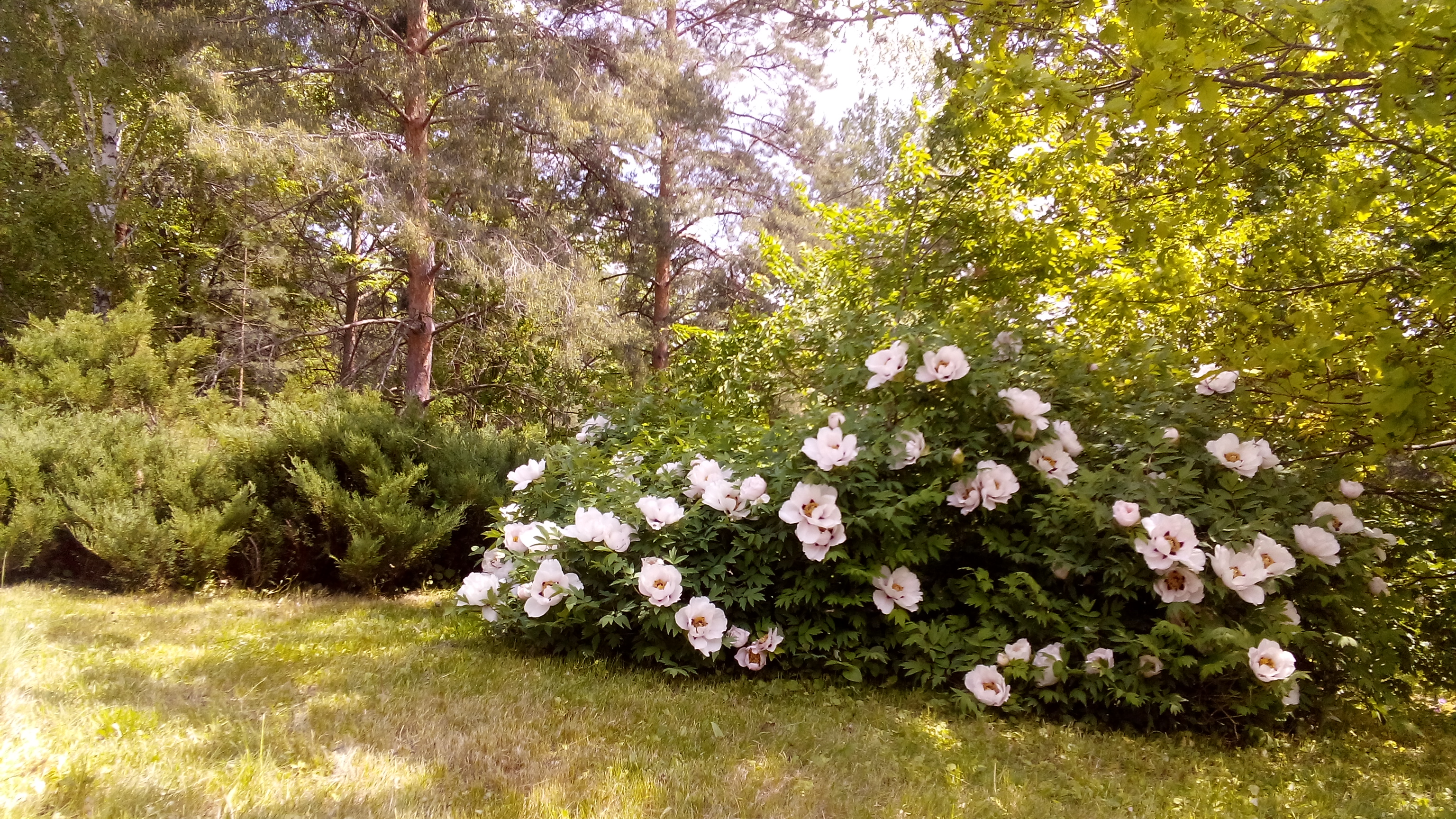
В заповідному парку.

Власна господарська діяльність заповідника Кодри обмежена туризмом. Оскільки заповідник знаходиться в місцевості з багатою історією, навколо нього є декілька історичних монастирів, а сполучення зі столицею зручне (Кишинів розташований на відстані близько 50 км), він входить до усталених маршрутів туристичних агенцій. Гостям тут пропонують відвідати Музей природи, розташований в адміністративній будівлі управління заповідником. Експозиції музею знайомлять їх з тваринним світом, ландшафтами, історією природоохоронної установи. Крім того, навколо адміністрації заповідника облаштований парк з мальовничими алеями. Для наукових співробітників працює готель з конференц-залом.